# Federica Cassol
Federica Cassol (* 8. Mai 2000) ist eine italienische Skilangläuferin.

## Werdegang
Cassol, die für den C.S. Esercito startet, nahm von 2016 bis 2020 an U18 und U20-Rennen im Alpencup teil und kam bei den Junioren-Skiweltmeisterschaften 2020 in Oberwiesenthal auf den 52. Platz im 15-km-Massenstartrennen sowie auf den 50. Rang im Sprint. Im Dezember 2020 startete sie in Formazza erstmals im Alpencup und lief dabei auf den 30. Platz über 10 km klassisch sowie auf den 29. Rang im 15-km-Massenstartrennen. Bei den U23-Weltmeisterschaften 2022 in Lygna belegte sie den 28. Platz über 10 km klassisch, den 27. Rang im Sprint sowie den achten Platz mit der Staffel und bei den U23-Weltmeisterschaften 2023 in Whistler den 37. Platz über 10 km Freistil sowie den 25. Rang im Sprint. In der Saison 2023/24 holte sie im Sprint in Oberwiesenthal ihren ersten Sieg im Alpencup und nahm in bei der Tour de Ski 2023/24 in Toblach erstmals am Skilanglauf-Weltcup teil. Bei den folgenden Weltcups in Oberhof und in Goms holte sie mit dem Plätzen 34 und 32 ihre ersten Weltcuppunkte. Nach Platz eins im Sprint beim Alpencup in Schlinig zu Beginn der Saison 2024/25 kam sie beim Weltcup in Davos mit Platz 15 im Sprint erneut in die Punkteränge, bei diesem Wettkampf hatte sie zuvor überraschend den Qualifikationslauf gewonnen.

## Siege bei Continental-Cup-Rennen
| Nr. | Datum            | Ort            | Disziplin       | Serie    |
| --- | ---------------- | -------------- | --------------- | -------- |
| 1.  | 5. Januar 2024   | Oberwiesenthal | Sprint Freistil | Alpencup |
| 2.  | 6. Dezember 2024 | Schlinig       | Sprint Freistil | Alpencup |